# Мирей Перри
Мирей Перри урожденная Камилла Перре (фр. Mireille Perrey; 3 февраля 1904, Бордо — 8 мая 1991, Фонтенбло, Сена и Марна) — французская актриса
 театра и кино.

## Биография
Училась игре на скрипке в Национальной консерватории Тулузы, позже отправилась в Париж, поступила на курсы драматического искусства.
В 1926 году получила свою первую театральную премию. Затем, выступала в знаменитом театре «Одеон» (Théâtre de l’Odéon). С 1942 по 1947 год играла на сцене Комеди Франсез. Характерная актриса.
Снималась в кино с 1931 года, в том числе немом. В 1930-х годах сыграла несколько главных ролей в фильмах Франции. Всего за свою карьеру снялась в более, чем 60 кинофильмах и сериалах.

## Избранная фильмография
- 1971 — Немного солнца в холодной воде[англ.] / Un peu de soleil dans l’eau froide
- 1964 — Шербурские зонтики —тётя Элиза, крёстная Ги
- 1961 — Тракассен / Le Tracassin
- 1961 — Руки Орлака
- 1959 — Некоторым нравится похолоднее —Маман
- 1959 — Зеленая кобыла / La Jument verte —мадам Одуэн
- 1958 — Женская тюрьма / Prisons de femmes —мадам Вертен
- 1956 — Человек в непромокаемом плаще / L’Homme à l’imperméable
- 1954 — Адам и Ева / Adam est… Ève
- 1953 — Мадам де… / Madame de… —Нуррис, кормилица
- 1953 — Карнавал / Carnaval
- 1952 — Любовь, мадам! / L’Amour, Madame
- 1951 — Отель «Сахара» / Hotel Sahara — мадам Паллас
- 1951 — Нок / Knock — мадам Реми
- 1950 — Убийства / Meurtres — Бланш Аннекин
- 1950 — Избранник мадам Юссон / Le Rosier de madame Husson
- 1949 — Микетта и её мать / Miquette et sa mère
- 1949 — Доктор Леннек / Docteur Laennec — Жакмин Даргу
- 1946 — Петушиное сердце — графиня Вера
- 1946 — Родина / Patrie
- 1935 — Джим-Пастуший Посох (Джим-бродяга) / Jim la houlette, Roi des voleurs
- 1935 — Деде / Dédé
- 1931 — Только не в губы / Pas sur la bouche